# Frankfurter Allee (Hannover)
Die Frankfurter Allee ist eine bedeutende Schnell- und Verbindungsstraße in Hannover.

## Verlauf
Die Frankfurter Allee beginnt nördlich am Ricklinger Kreisel und fährt als B6 und B65 Richtung Landwehrkreisel. Dieser Abschnitt ist eine Kraftfahrstraße. Am Landwehrkreisel kreuzt sie sich mit dem Südschnellweg. Als B3 führt die Frankfurter Allee weiter Richtung Süden. Dort befindet sich eine Brücke über die Ihme. Während der Teil zwischen Landwehrkreisel und Hemmingen früher zweistreifig war, wurde dort, im Zuge des Baus der Ortsumgehung Hemmingen, eine vierstreifige Schnellstraße gebaut.
Die Frankfurter Allee führt durch die Stadtteile Ricklingen und Oberricklingen.